# Wisłostrada-Tunnel Warschau
Der Wisłostrada-Tunnel ist eine Straßentunnelanlage in Warschau auf dem linksseitigen Weichselufer im Zuge des Weichselboulevards.

## Geschichte
Die Entstehung der Tunnel ist mit der Errichtung der Świętokrzyski-Brücke verbunden. Da die Brückenfahrbahn nahe dem Niveau der Fahrbahn der Weichselboulevards liegt, wurde der Verkehr in Tunnel verlegt. Die beiden Tunnel wurden in der Südrichtung verlängert, um einen freien Zutritt von dem unter der Weichselböschung gelegenen Stadtteil Powiśle zum Weichselufer zu schaffen. Die viel befahrene Verkehrsader in West-Ost-Richtung (Teil der Autostraße Nr. 7 Danzig-Krakau) hatte das städtische Leben von der Flussumgebung abgeschnitten. Aufgrund der Untertunnelung gelang es, diesen als negativ empfundenen Zustand zu beenden und damit auch den städtebaulich nutzbaren Bereich zu erweitern. So wurde später auf einem Teil des oben liegenden Terrains das Kopernikus-Wissenschaftszentrum errichtet.
Die Baukosten betrugen etwa 210 Mio. Złoty und damit rund 30 Mio. mehr als geplant. Das Bauvorhaben wurde teilweise in der Öffentlichkeit als überflüssig und unzweckmäßig kritisiert. Die Bauarbeiten dauerten von April 2001 bis August 2003. Die Eröffnung musste wegen nicht erfüllter Sicherheitsvorgaben mehrfach verlegt werden.
Beide Tunnel sind mit je drei Fahrstreifen ausgestattet. Der Nord-Süd-Tunnel ist 930 Meter lang, der Süd-Nord-Tunnel 889 Meter. Sie sind mit einer Lüftungs- und Rauchabzugsanlage und einer Beleuchtungsanlage ausgestattet. In der Mitte der Tunnels befinden sich Bushaltestellen mit Treppen. Das Gelände über den Tunnels wurde begrünt und mit Spazierwegen versehen.
Im August 2012 wurde die Durchfahrt geschlossen, da es während der Bauarbeiten an der nahegelegenen Metro-Bahnstation „Powiśle“ zum Einbruch von Erdmassen kam, wobei die Tunnelkonstruktion 11 Meter tief unterhöhlt wurde. Es bestand Einsturzgefahr. Der Straßenverkehr wurde provisorisch umgeleitet und die Aushöhlung mit 5000 Kubikmeter Beton verfüllt; der Tunnel war im März 2013 aber immer noch gesperrt. Die Wiedereröffnung erfolgte am 23. Juni 2013, jedoch nur auf zwei Fahrstreifen.

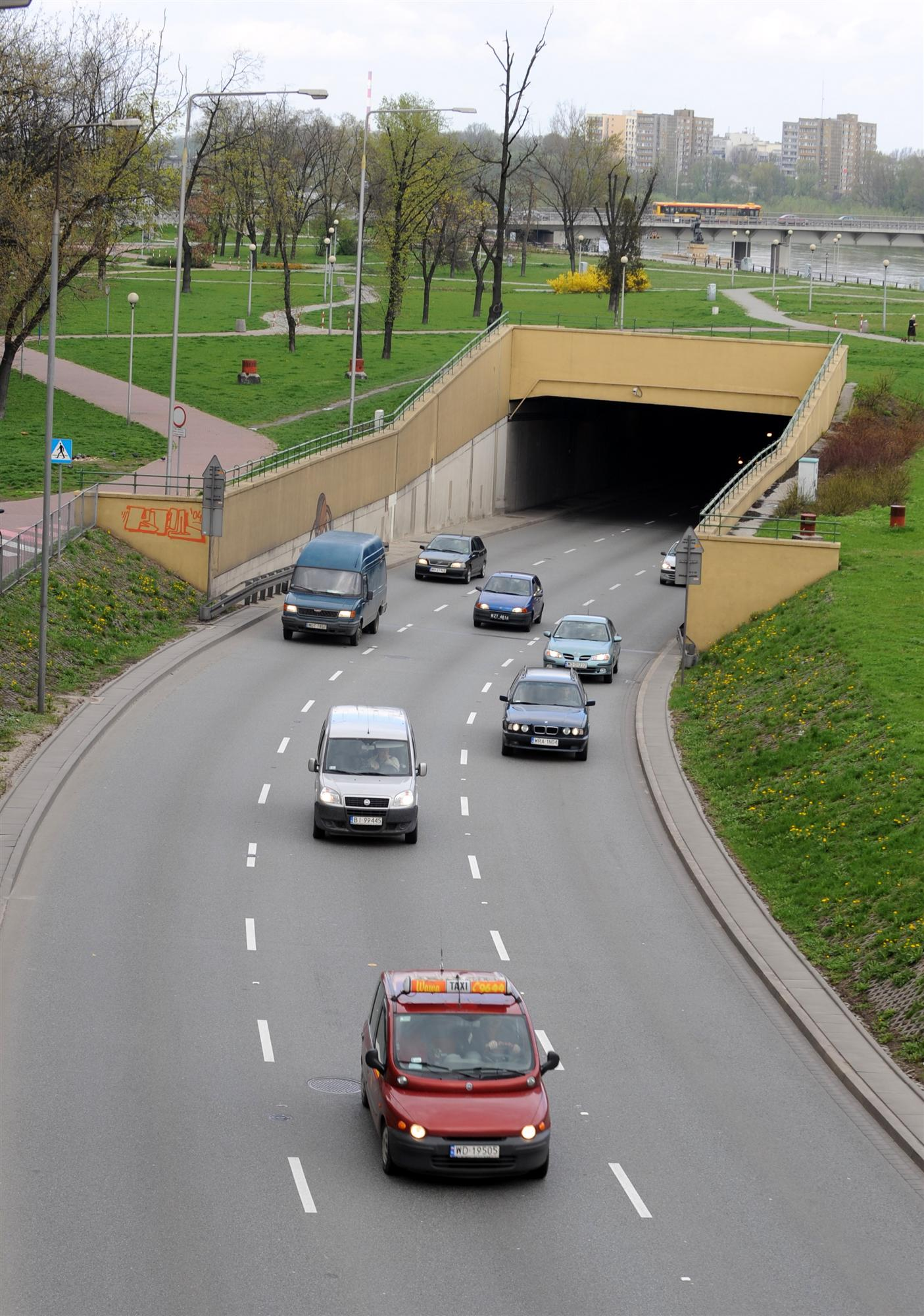
Ausfahrt von der Südseite
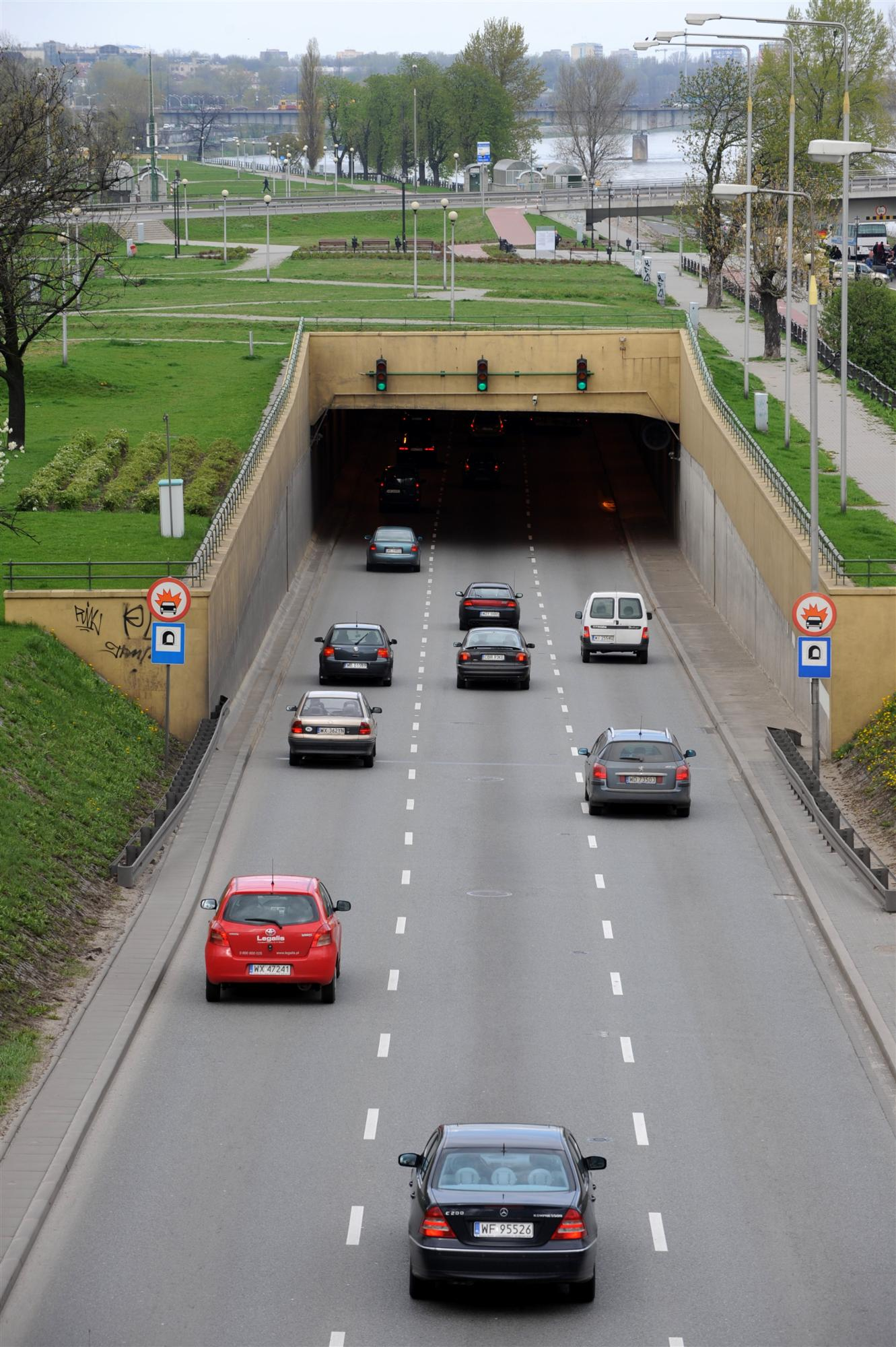
Einfahrt von der Südseite
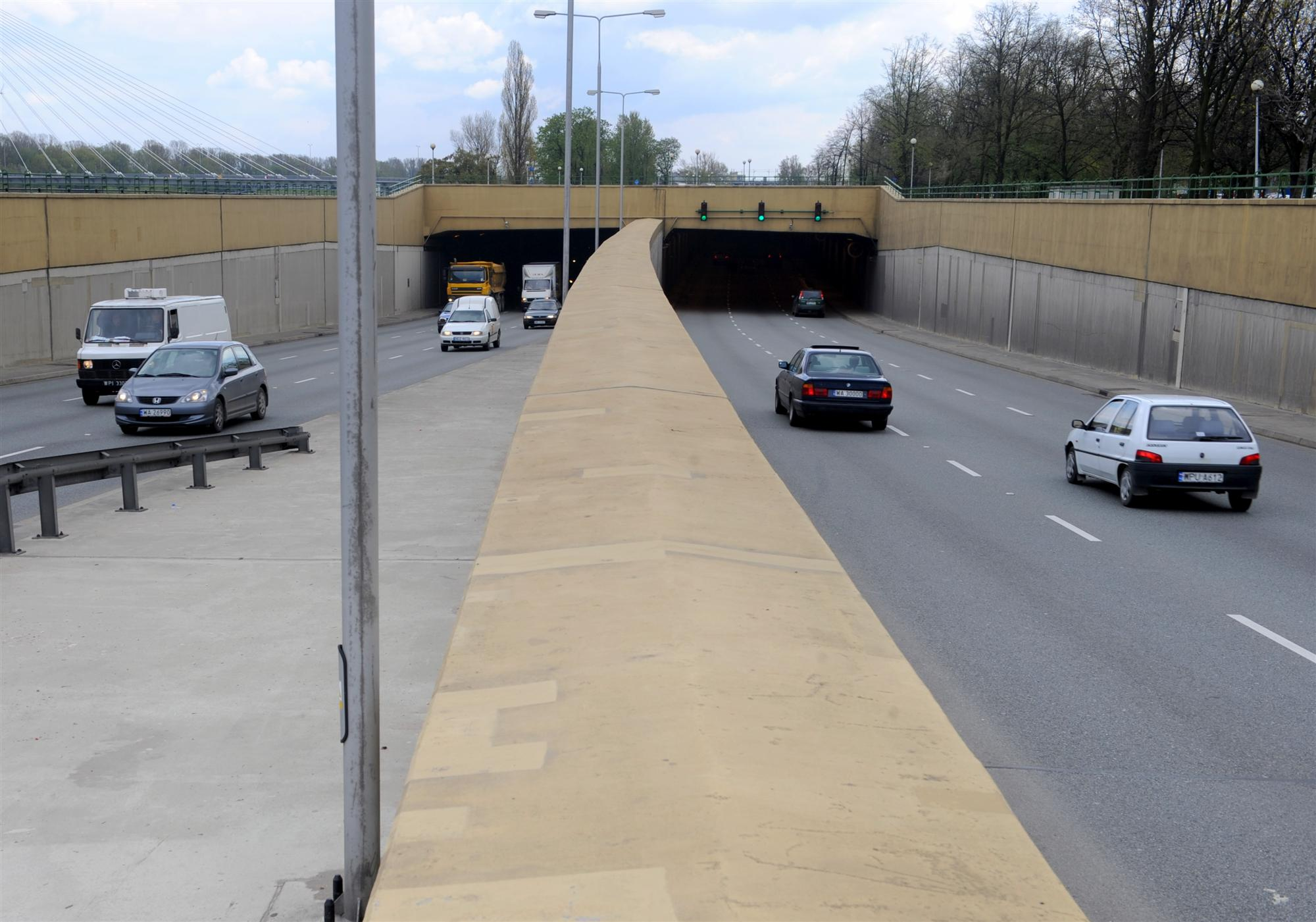
Ein- und Ausfahrt von der Nordseite